# Oxandra espintana
Oxandra espintana là loài thực vật có hoa thuộc họ Na. Loài này được (Spruce ex Benth.) Baill. mô tả khoa học đầu tiên năm 1868.